# The Gods
Pour les articles homonymes, voir God.
The Gods est un groupe britannique fondé en 1965. Les membres originaux du groupe sont Mick Taylor (futur guitariste de John Mayall's Bluesbreakers et des Rolling Stones) à la guitare, John Glascock (futur Jethro Tull) à la basse, Ken Hensley (futur Uriah Heep) à l'orgue et guitare occasionnelle et Brian Glascock à la batterie. Le batteur Lee Kerslake rejoindra le groupe en 1967 et jouera lui aussi plus tard avec Uriah Heep. Greg Lake à la basse (futur King Crimson et Emerson, Lake & Palmer) joue aussi avec le groupe en 1967 et le quitte au bout d’un an environ avant d'enregistrer le premier album  pour se joindre à King Crimson.

## Carrière
Mick Taylor, John Glascock et son frère Brian sont des camarades d'école de Hatfield et jouent ensemble sous le nom de The Juniors, un groupe formé en 1962. Malcolm Collins au chant et Alan Shacklock (futur Babe Ruth) à la guitare font également partie de ce groupe. Ils signent finalement avec EMI /  Columbia Records. Leur premier single sort en 1964 (There's a pretty girl/Pocket Size). En 1965, la composition du groupe change : Mick Taylor poursuit à la guitare et fait équipe avec Ken Hensley à l'orgue et à la guitare. Ils embauchent aussi Joe Konas à la guitare et au chant et changent de nom pour The Gods.
En 1966, le groupe fait la première partie pour  Cream au Starlite Ballroom à Wembley, à Londres.Un single (Come On Down To My Boat Baby / Garage Man) est enregistré au début de 1967 chez Polydor Records. À ce stade, la formation comprend donc Mick Taylor, Ken Hensley, John basse et son frère Brian Glascock batterie.
En mai 1967, Mick Taylor reçoit un appel de John Mayall qui cherche un nouveau guitariste pour remplacer Peter Green, parti former Fleetwood Mac. Quand Taylor rejoint les Bluesbreakers de John Mayall, il laisse derrière lui un groupe de blues chancelant. Le groupe cherche à faire revivre son destin sur le circuit des clubs et des lycées. Il déménage à Londres et obtient une Résidence au club Le Marquee. John Glascock (basse) est remplacé par Paul Newton en juin 1967, puis par Greg Lake. Mais ce dernier est trop talentueux pour le second rôle. Il quitte pour se joindre à King Crimson à l'été 1968. Le groupe doit se regrouper à nouveau et a demande à John Glascock de revenir.
Avec ce dernier de retour, ils enregistrent deux albums plutôt axé vers le rock progressif et quelques singles. Parmi ceux-ci, Hey! Bulldog / Real Love Guaranteed, la face A des Beatles est leur plus connue, ces deux chansons seront incluses dans l'album de compilation, The Great British Psychedelic Trip Vol. 3. Le groupe joue un mélange de psychédélique et de progressif. Des titres comme Towards The Skies et Time And Eternity de leur album de 1968 Genesis regorgent de profonds efforts de Ken Hensley à l'orgue Hammond et de riffs de guitare déformés, ainsi que la voix unique et plutôt dramatique de Hensley qui ajoute une autre dimension.
La majeure partie du matériel du groupe est assez typique de la pop-rock de la fin des années 1960, incarnée par des chansons comme Radio Show et Yes I Cry. Il y a des nuances de Vanilla Fudge sur la reprise de l'extrait de West Side Story Maria'. Sur quelques morceaux comme Candlelight et Real Love Guaranteed, on y entend un son plus lourd que Hensley et Kerslake propageraient dans leur prochain projet, Uriah Heep. 
The Gods succèdent aux The Rolling Stones au Marquee Club à Londres.
Après avoir enregistré deux albums, Genesis (1968) et To Samuel a Son (1969), ils signent avec une nouvelle maison de disques, recrutent le chanteur Cliff Bennett, du groupe The Rebel Rousers et forment Toe Fat, qui durera également deux ans et produira deux albums. En 1970, ils publient un opus sous le pseudonyme de Head Machine, intitulé Orgasm avec Ken Hensley aux claviers, guitares et chant, John Glascock à la basse, Joe Konas aux guitares et Lee Kerslake à la batterie. Puis, en 1970, Hensley rejoint le groupe Uriah Heep avec Paul Newton à la basse. Lee Kerslake arrivera en 1972.

## Membres
- Ken Hensley - Orgue Hammond, guitares, chant (1965-1969, décédé en 2020) (Futur Uriah Heep)
- Joe Konas - guitares, chant (1965-1969)
- John Glascock - basse (1965-1967, 1968-1969 ; décédé en 1979) (Fat Toe, Chicken Shack, Carmen, Jethro Tull)
- Mick Taylor - guitares (1965-1967) (Futur John Mayall & The Bluesbreakers et les Rolling Stones)
- Brian Glascock - batterie (1965-1967) (Futur The Motels et les Bee Gees)
- Lee Kerslake - batterie (1967-1969 ; décédé en 2020) (Futur Uriah Heep)
- Greg Lake - basse (1967-1968 ; décédé en 2016) (Futur King Crimson et Emerson, Lake & Palmer)
- Paul Newton - basse (1967) (Futur Uriah Heep)
- Alan Shacklock - guitares (1969) (Futur Babe Ruth)

## Discographie

### Singles
- 1967 : Come On Down To My Boat Baby/Garage Man
- 1968 : Baby's Rich/Somewhere In The Street
- 1969 : Hey Bulldog/Real Love Guaranteed
- 1969 : Maria (from West Side Story)/Long Time Sad Time Bad Time
- 1969 : Colores Equivocos / Radio Show

### Albums
- 1968 : Genesis - Remastérisé en 1994 par Repertoire Records.
- 1969 : To Samuel a Son - Remastérisé en 1994 par Repertoire Records.
- 1976 : The Gods Featuring Ken Hensley - Compilation
- 1989 : The Very Best Of The Gods Featuring Ken Hensley - Compilation.